# Leśnica (województwo zachodniopomorskie)
Leśnica (do 1945 niem. Fichtberg) – osada w północno-zachodniej Polsce położona w województwie zachodniopomorskim, w powiecie sławieńskim, w gminie Darłowo.
Według danych z 28 września 2009 roku Leśnica miała 28 stałych mieszkańców.
W latach 1975–1998 miejscowość położona była w województwie koszalińskim.
Gmina Darłowo utworzyła jednostkę pomocniczą "Sołectwo Bukowo Morskie", obejmujące wieś Bukowo Morskie i osadę Leśnica. Mieszkańcy obu miejscowości wybierają na zebraniu wiejskim sołtysa i radę sołecką, która składa się z minimum 5 członków.
Obszar osady został objęty strefą ochrony uzdrowiskowej "C" Dąbki.